# Hala Widowiskowo-Sportowa w Jastrzębiu-Zdroju
Hala Widowiskowo-Sportowa – hala widowiskowo-sportowa w Jastrzębiu-Zdroju, otwarta we wrześniu 2011 roku. Obiekt może pomieścić 3000 widzów. Swoje spotkania na co dzień rozgrywają na nim siatkarze Jastrzębskiego Węgla.

## Historia
Pierwsza hala sportowa w Jastrzębiu-Zdroju została otwarta 11 lipca 1971 roku, a na ceremonii otwarcia obecni byli m.in. ówczesny wicepremier, minister górnictwa i energetyki Jan Mitręga oraz członek Rady Państwa, przewodniczący Prezydium WRN gen. Jerzy Ziętek. Obiekt mógł wówczas pomieścić 2500 widzów i służył załogom jastrzębskich kopalń. W 2005 roku podjęto decyzję o modernizacji hali, która rozpoczęła się latem 2006 roku. Prace miały zakończyć się w grudniu 2007 roku, jednak w trakcie robót okazało się, że materiały użyte w trakcie powstawania obiektu nie odpowiadały normom, a ponadto prace wykonano niezgodnie z projektem. Modernizacja została wstrzymana i ostatecznie zdecydowano się na kompletną przebudowę areny. Koszt inwestycji wyniósł 44 mln zł, z czego ponad 11 mln wyniosło dofinansowanie z Unii Europejskiej. Uroczystego otwarcia przebudowanego obiektu dokonano w dniach 23–24 września 2011 roku. Hala po rekonstrukcji posiada 3000 stałych miejsc siedzących dla widzów.